# Charterginus zavattari
Charterginus zavattari är en getingart som beskrevs av Richards 1978. Charterginus zavattari ingår i släktet Charterginus och familjen getingar. Inga underarter finns listade i Catalogue of Life.